# Суріна Де Беер
Суріна Де Беер (англ. Surina De Beer; нар. 28 червня 1978) — колишня південноафриканська тенісистка.
Найвищу одиночну позицію світового рейтингу — 116 місце досягла 6 липня 1998, парну — 49 місце — 25 вересня 2000 року.
Здобула 11 одиночних та 36 парних титулів турів ITF WTA ATP.
Найвищим досягненням на турнірах Великого шолома було 3 коло в одиночному розряді.
Завершила кар'єру 2011 року.

## Фінали ITF

### Одиночний розряд (11–6)
| Легенда          |
| ---------------- |
| турніри $100,000 |
| турніри $75,000  |
| турніри $50,000  |
| турніри $25,000  |
| турніри $10,000  |

| Фінали за покриттям |
| ------------------- |
| Тверде (4–2)        |
| Ґрунт (1–0)         |
| Трава (4–4)         |
| Килим (2–0)         |

| Результат | Дата            | Турнір                           | Покриття  | Суперниця            | Рахунок            |
| --------- | --------------- | -------------------------------- | --------- | -------------------- | ------------------ |
| Поразка   | 15 липня 1996   | Фрінтон, Велика Британія         | Трава     | Пем Нелсон           | 3–6, 4–6           |
| Перемога  | 19 липня 1996   | Ілклі, Велика Британія           | Трава     | Сінді Вотсон         | 6–4, 7–6(7–5)      |
| Поразка   | 12 липня 1997   | Філікстоу, Велика Британія       | Трава     | Карен Кросс          | 1–6, 5–7           |
| Перемога  | 19 липня 1997   | Фрінтон, Велика Британія         | Трава     | Марезе Жубер         | 6–4, 6–4           |
| Перемога  | 27 липня 1997   | Дублін, Ірландія                 | Килим     | Патріція Вартуш      | 6–4, 3–6, 7–6(7–2) |
| Перемога  | 2 серпня 1997   | Ілклі, Велика Британія           | Трава     | Юлія Лютрова         | 7–5, 6–1           |
| Поразка   | 15 вересня 1997 | Ібаракі (Ібаракі), Японія        | Тверде    | Кайлі Моулдс         | 6–2, 5–7, 3–6      |
| Перемога  | 5 жовтня 1997   | Кіото, Японія                    | Килим (i) | Орандрія Нарваез     | 6–2, 7–6(7–4)      |
| Перемога  | 12 жовтня 1997  | Саґа (Саґа), Японія              | Трава     | Асагое Сінобу        | 6–1, 5–7, 6–3      |
| Поразка   | 24 травня 1999  | Сербітон, Велика Британія        | Трава     | Тамарін Танасугарн   | 4–6, 7–5, 2–6      |
| Перемога  | 11 квітня 2005  | Порту-Санту (острів), Португалія | Тверде    | Лаура Цельдер        | 6–4, 6–3           |
| Перемога  | 18 квітня 2005  | Porto Santo Island, Португалія   | Тверде    | Аннетте Кольб        | 6–0, 6–1           |
| Поразка   | 23 травня 2005  | Оксфорд, Велика Британія         | Трава     | Ребекка Льєвеллін    | 6–0, 3–6, 3–6      |
| Перемога  | 23 жовтня 2006  | Преторія, ПАР                    | Тверде    | Моніка Ґорні         | 6–2, 6–3           |
| Перемога  | 8 травня 2007   | Единбург, Велика Британія        | Ґрунт     | Аліче Балдуччі       | 6–2, 6–2           |
| Перемога  | 27 жовтня 2008  | Преторія, ПАР                    | Тверде    | Шанель Сіммондс      | 6–3, 6–3           |
| Поразка   | 16 травня 2011  | Дурбан, ПАР                      | Тверде    | Катержина Крамперова | 2–6, 0–6           |

### Парний розряд (36–24)
| Легенда          |
| ---------------- |
| турніри $100,000 |
| турніри $75,000  |
| турніри $50,000  |
| турніри $25,000  |
| турніри $10,000  |

| Фінали за покриттям |
| ------------------- |
| Тверде (27–16)      |
| Ґрунт (2–4)         |
| Трава (3–2)         |
| Килим (4–2)         |

| Результат | Дата              | Турнір                              | Покриття   | Партнерка               | Суперниці                                | Рахунок                 |
| --------- | ----------------- | ----------------------------------- | ---------- | ----------------------- | ---------------------------------------- | ----------------------- |
| Поразка   | 4 жовтня 1993     | Преторія, ПАР                       | Тверде     | Карен ван дер Мерве     | Лізель Губер Рене Менц                   | 6–7(4–7), 5–7           |
| Поразка   | 26 лютого 1996    | Преторія, ПАР                       | Тверде     | Ху Чін-Бі               | Гезер Маттьюз Сара Тсе                   | 6–2, 6–7(4–7), 3–6      |
| Поразка   | 4 березня 1996    | Габороне, Ботсвана                  | Тверде     | Ху Чін-Бі               | Одра Бреннон Дана Еванс                  | 4–6, 5–7                |
| Перемога  | 8 липня 1996      | Філікстоу, Велика Британія          | Трава      | Катя Рубанова           | Лусі Ал Ширлі-Енн Сіддалл                | 6–2, 6–4                |
| Перемога  | 29 липня 1996     | Ілклі, Велика Британія              | Трава      | Катя Рубанова           | Лусі Ал Ширлі-Енн Сіддалл                | 6–1, 6–7(4–7), 6–3      |
| Перемога  | 8 липня 1997      | Філікстоу, Велика Британія          | Трава      | Ліззі Джелфс            | Гелен Крук Вікторія Девіс                | 7–5, 7–5                |
| Перемога  | 26 липня 1997     | Дублін, Ірландія                    | Килим      | Ліззі Джелфс            | Аманда Огастус Емі Дженсен               | 6–3, 4–6, 6–4           |
| Перемога  | 15 вересня 1997   | Ібаракі, Японія                     | Тверде     | Урабе Намі              | Кавамата Ріей Сасано Йосіко              | 6–2, 6–3                |
| Перемога  | 22 вересня 1997   | Ібаракі, Японія                     | Тверде     | Урабе Намі              | Кацумі Сідзу Кьоко Кодзіма               | 6–3, 6–3                |
| Перемога  | 5 жовтня 1997     | Кіото, Японія                       | Килим (i)  | Урабе Намі              | Юміко Кітамура Нацумі Юкі                | 6–2, 6–3                |
| Поразка   | 10 жовтня 1997    | Саґа, Японія                        | Трава      | Урабе Намі              | Деніелл Джонс Обата Саорі                | 3–6, 4–6                |
| Перемога  | 6 березня 1998    | Рокфорд (Іллінойс), США             | Тверде (i) | Ліндсей Лі-Вотерс       | Ніно Луарсабішвілі Седа Норландер        | 6–2, 6–4                |
| Поразка   | 16 травня 1998    | Порту, Португалія                   | Ґрунт      | Ребекка Єнсен           | Нансі Фебер Катарина Среботнік           | 7–5, 1–6, 4–6           |
| Поразка   | 6 лютого 1999     | Шеффілд, Велика Британія            | Тверде (i) | Кім де Вейлле           | Ліззі Джелфс Лорна Вудрофф               | 6–3, 4–6, 3–6           |
| Перемога  | 13 лютого 1999    | Бірмінгем, Велика Британія          | Тверде (i) | Кім де Вейлле           | Анжеліка Бахманн Магда Міхалаке          | 6–4, 6–1                |
| Поразка   | 8 травня 1999     | Афіни, Греція                       | Ґрунт      | Магда Міхалаке          | Еві Домінікович Бріанн Стюарт            | 5–7, 4–6                |
| Поразка   | 15 травня 1999    | Единбург, Велика Британія           | Ґрунт      | Лорна Вудрофф           | Селіма Сфар Джоан Ворд                   | 4–6, 2–6                |
| Перемога  | 24 липня 1999     | Дублін, Ірландія                    | Килим      | Ципора Обзилер          | Ганна Коллін Тіна Герголд                | 7–5, 4–6, 6–2           |
| Перемога  | 21 серпня 1999    | Бронкс, США                         | Тверде     | Нана Міяґі              | Седа Норландер Патріція Вартуш           | 3–6, 6–0, 6–3           |
| Перемога  | 25 вересня 1999   | Салоніки, Греція                    | Килим      | Елені Даніліду          | Адріана Барна Адрієнн Хегюдюш            | 6–2, 6–3                |
| Поразка   | 9 жовтня 1999     | Батумі, Грузія                      | Килим      | Кетеліна Крістя         | Магда Міхалаке Зузана Валекова           | 4–6, 6–3, 4–6           |
| Поразка   | 19 лютого 2000    | Мідленд (Мічиган), США              | Тверде (i) | Ципора Обзилер          | Нанні де Вільєрс Хіракі Ріка             | 1–6, 6–1, 1–6           |
| Поразка   | 6 травня 2000     | Ґіфу, Японія                        | Килим      | Нанні де Вільєрс        | Асагое Сінобу Юка Йосіда                 | 3–6, 1–6                |
| Перемога  | 19 серпня 2000    | Бронкс, США                         | Тверде     | Міягі Нана              | Александра Фусаї Емілі Луа               | 5–7, 6–4, 6–4           |
| Перемога  | 28 жовтня 2000    | Сеул, Південна Корея                | Тверде     | Марлен Вайнгартнер      | Чо Юн Чон Чон Мі Ра                      | 4–2, 4–1, 1–4, 3–5, 4–2 |
| Перемога  | 14 червня 2003    | Аллентаун (Пенсільванія), США       | Тверде     | Ілк Джерс               | Адрія Енґел Келлі Маккейн                | 6–7(4–7), 6–3, 6–3      |
| Поразка   | 21 червня 2003    | Даллас, США                         | Тверде     | Ілк Джерс               | Стефані Гезлетт Джулія Скаріндж          | 2–6, 1–6                |
| Перемога  | 19 липня 2003     | Балтимор, США                       | Тверде     | Несса Етьєнн            | Томоко Тайра Маюмі Ямамото               | 7–5, 6–1                |
| Перемога  | 2 серпня 2003     | Гаррісонсбург (Вірджинія), США      | Тверде     | Мартіна Мюллер          | Ana Maria Moura Денієлл Віґґінс          | 6–2, 7–6(7–4)           |
| Поразка   | 20 жовтня 2003    | Кардіфф, Велика Британія            | Тверде (i) | Ілк Джерс               | Клер Каррен Іпек Шенолу                  | 4–6, 6–2, 3–6           |
| Перемога  | 24 січня 2004     | Кінгстон-апон-Галл, Велика Британія | Тверде (i) | Клер Каррен             | Анна Бастрікова Василіса Давидова        | 6–0, 6–4                |
| Поразка   | 6 червня 2004     | Сербітон, Велика Британія           | Трава      | Карен Нуджент           | Ліенн Бейкер Ніколь Сьюелл               | 6–2, 5–7, 6–7(6–8)      |
| Поразка   | 9 жовтня 2004     | Лагос, Нігерія                      | Тверде     | Шанелль Схеперс         | Шеллі Стефенс Саня Мірза                 | 1–6, 4–6                |
| Перемога  | 16 жовтня 2004    | Лагос, Нігерія                      | Тверде     | Шанелль Схеперс         | Шеллі Стефенс Саня Мірза                 | 6–0, 6–0                |
| Перемога  | 23 жовтня 2004    | Лагос, Нігерія                      | Тверде     | Аланна Бродерік         | Євгенія Савранська Карін Шлапбах         | 7–5, 6–2                |
| Поразка   | 30 жовтня 2004    | Лагос, Нігерія                      | Тверде     | Аланна Бродерік         | Франціска Ецель Дженніфер Шмідт          | 5–7, 2–6                |
| Перемога  | 22 січня 2005     | Тіптон, Велика Британія             | Тверде (i) | Джейн О'Доног'ю         | Кеті О'Браєн Мелані Саут                 | 6–4, 6–2                |
| Перемога  | 3 квітня 2005     | Бат (Англія), Велика Британія       | Тверде (i) | Мелані Саут             | Катерина Кожокіна Труді Мусгрейв         | 6–2, 7–5                |
| Поразка   | 16 квітня 2005    | Порту-Санту (острів), Португалія    | Тверде     | Лісанне Балк            | Марія Хосе Архері Летісія Собрал         | 4–6, 6–4, 6–7(13–15)    |
| Перемога  | 23 квітня 2005    | Porto Santo Island, Португалія      | Тверде     | Лісанне Балк            | Марайке Біґльмаєр Аннетте Кольб          | 6–3, 3–6, 6–3           |
| Перемога  | 13 травня 2005    | Монсон, Іспанія                     | Тверде     | Олена Антипіна          | Петра Цетковська Габріела Веласко Андреу | 7–5, 7–5                |
| Перемога  | 15 жовтня 2005    | Лагос, Нігерія                      | Тверде     | Габріела Веласко Андреу | Ліза Сабіно Маша Зец-Пешкірич            | 6–4, 6–2                |
| Поразка   | 12 лютого 2006    | Сандерленд, Велика Британія         | Тверде (i) | Такасе Аямі             | Кім Кілсдонк Елісе Тамаела               | 5–7, 4–6                |
| Поразка   | 18 лютого 2006    | Стокгольм, Швеція                   | Тверде (i) | Енн Кеотавонг           | Тімеа Бачинскі Орелі Веді                | 4–6, 4–6                |
| Перемога  | 21 жовтня 2006    | Лагос, Нігерія                      | Тверде     | Агнеш Сатмарі           | Санаа Бгамбрі Рушмі Чакравартхі          | 6–3, 6–1                |
| Перемога  | 29 жовтня 2006    | Преторія, ПАР                       | Тверде     | Орелі Каффа             | Андреа Оутс Б'янка Сванепул              | 6–0, 6–2                |
| Поразка   | 24 червня 2007    | Форт-Верт, США                      | Тверде     | Робін Стівенсон         | Домініка Дьєшкова Кортні Негл            | 5–7, 3–6                |
| Перемога  | 7 липня 2007      | Саутлейк (Техас), США               | Тверде     | Кім Грант               | Валері Тетро Стефані Дюбуа               | 4–6, 6–4, 6–4           |
| Перемога  | 22 липня 2007     | Гамільтон (Онтаріо), Канада         | Ґрунт      | Стефані Дюбуа           | Міхаела Юханссон Паула Сабала            | w/o                     |
| Перемога  | 24 листопада 2007 | Мехіко, Мексика                     | Тверде     | Россана де лос Ріос     | Даніела Муньос Галлегос Валерія Пулідо   | 6–3, 6–1                |
| Поразка   | 10 лютого 2008    | Мідленд (Мічиган), США              | Тверде (i) | Фудзівара Ріка          | Ешлі Гарклроуд Шенай Перрі               | 6–3, 4–6, [6–10]        |
| Перемога  | 15 червня 2008    | Ель-Пасо (Техас), США               | Тверде     | Лорен Албанезе          | Ліндсей Лі-Вотерс Ешлі Вейнголд          | 6–3, 6–3                |
| Перемога  | 17 жовтня 2008    | Лагос, Нігерія                      | Тверде     | Агнеш Сатмарі           | Тамарін Гендлер Ліза Сабіно              | 7–6(9–7), 6–3           |
| Поразка   | 31 жовтня 2008    | Преторія, ПАР                       | Тверде     | Ліза Маршалл            | Крісті Потґітер Б'янка Сванепул          | 3–6, 3–6                |
| Поразка   | 28 листопада 2008 | Сен-Дені (Реюньйон), Франція        | Тверде     | Тамарін Гендлер         | Кармен Клашка Лаура Зігемунд             | 3–6, 1–6                |
| Перемога  | 28 березня 2009   | Гаммонд, США                        | Тверде     | Лілія Остерло           | Чжань Цзіньвей Тетяна Лужанська          | 6–4, 6–3                |
| Перемога  | 19 березня 2011   | Метепек, Мексика                    | Тверде     | Романа Теджакусума      | Надя Абдала Віржині Аяссамі              | 6–2, 6–4                |
| Перемога  | 1 травня 2011     | Борнмут, Велика Британія            | Ґрунт      | Франсеска Стівенсон     | Скарлетт Вернер Аліна Весель             | 6–2, 6–2                |
| Поразка   | 7 травня 2011     | Единбург, Велика Британія           | Ґрунт      | Скарлетт Вернер         | Джейд Віндлі Саманта Мюррі               | 5–7, 6–4, [8–10]        |
| Перемога  | 20 травня 2011    | Дурбан, ПАР                         | Тверде (i) | Дженніфер Аллан         | Малу Ейдесгаард Ніколь Роттманн          | 6–2, 4–6, [10–8]        |